# 2019冠状病毒病巴林疫情
2019冠状病毒病巴林疫情，介绍在2019新型冠狀病毒疫情中，在巴林发生的情況。

## 时间线

### 2020年2月
2020年2月21日，巴林确诊了第一例COVID-19冠状病毒病患，是一名经迪拜进入巴林的伊朗校车司机。
2月24日，一名巴林女性自伊朗经迪拜抵达巴林国际机场时出于预防原因被检测，检测呈SARS-CoV-2阳性。她和她丈夫及妯娌都从伊朗来。三人都被隔离。因此，巴林暂停了之后48小时中所有来自迪拜国际机场和沙迦国际机场的航班。巴林也对伊朗宣布了旅游禁令。
2月25日，巴林新确诊了九例病患，至此病患总数达17例。这九例包括自伊朗经沙迦转机的四名巴林女子、二名巴林男子、两名沙烏地阿拉伯女子，和一名经迪拜回国的巴林男子。至此，巴林将所有的学校、托儿所、大学暂停两周，以阻止疫情传播。
2月26日，巴林新确诊了九例病患，病患总数达26例。新病患中包括三名自伊朗来巴林的女子。该日，巴林民航管理局宣布将所有前往和离开迪拜国际机场的航班继续暂停48小时，同时无限期取消所有前往和离开伊拉克、黎巴嫩的航班。巴林健康部宣布将对所有在2月前往了伊朗的公民和居民进行强制性体检。
2月27日，巴林新确诊了7例病患，病患总数达33例。大部分新确诊的病患都从伊朗经转机抵达巴林。受感染者被送至易卜拉欣·卡里尔·卡努社区卫生中心隔离。
2月28日，巴林新确诊了2例病患，是一名巴林公民和一名沙烏地阿拉伯公民，都从伊朗转机到巴林。截止2月28日，巴林共有38人确诊。
2月29日，巴林卫生部发布公告，确认境内新增3例2019冠状病毒病病例，累计41例。这三例患者均去过伊朗。

### 3月
3月1日，巴林卫生部发布公告，确认境内新增6例病例，累计47例。这6人中3名是巴林男性公民，2名是巴林女性公民，还有一例是沙烏地阿拉伯公民。
3月2日，巴林卫生部发布公告，确认境内新增2例病例，累计49例。新确诊的两名患者均曾前往伊朗。
3月8日，巴林卫生部长称巴林有94例确诊病例、14例康复病例。
3月10日，巴林外交部发布公告，呼吁巴林公民在疫情期间除非有绝对需要，否则不要旅行。
截止至3月12日，巴林每一百万人中有114.6人冠状病毒呈阳性，是中国大陆的两倍。这意味着，在人口逾百万的国家中，巴林人均感染率达世界第四。

## 影響
- 於3月20至22日所舉行的一級方程式賽車2020年巴林大獎賽，因疫情影響而不開放觀眾入場，為首次在封閉情況下舉辦的F1賽事[20][21][22][23]。